# Ray Cummings
Œuvres principales
- Le Maître du temps
- Tarrano le conquérant

Raymond King Cummings, dit Ray Cummings, né le 30 août 1887 à New York et mort le 23 janvier 1957 à Mount Vernon, est un auteur américain de science-fiction.

## Biographie
Il apprit la technique rédactionnelle et scientifique avec l'inventeur Thomas Edison. Il a écrit de nombreuses histoires (750) pour des pulps.

## Œuvres

### Romans

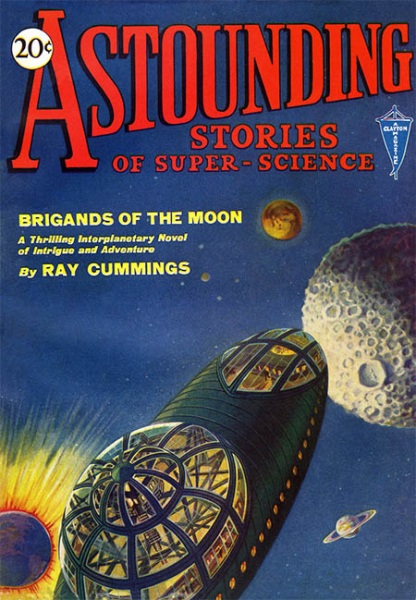
Pulp de 1930 présentant un roman de Ray Cummings.

- (en) Into the Fourth Dimension, 1926Paru préalablement en neuf parties dans Science and Invention
- (en) Beyond the Stars, 1942Paru préalablement en trois parties en 1928
- (en) A Brand New World, 1942Paru préalablement en trois parties dans Famous Fantastic Mysteries en 1928
- Le Maître du temps, Gallimard/Hachette, coll. « Le Rayon fantastique », no 60, 1958 ((en) The Man Who Mastered Time, 1929)Paru préalablement en cinq parties en 1924
- (en) The Princess of the Atom, 1950Paru préalablement en six parties en 1929
- Tarrano le conquérant, Gallimard/Hachette, coll. « Le Rayon fantastique », no 115, 1958 ((en) Tarrano the Conqueror, 1930)
- (en) The Sea Girl, 1930Paru préalablement en six parties en 1929
- (en) Brigands of the Moon, 1931Paru préalablement en quatre parties en 1930
- (en) Tama, Princess of Mercury, 1966Paru préalablement en quatre parties en 1931
- (en) The Exile of Time, 1964Paru préalablement en quatre parties en 1931
- La Fille fantôme, Albin Michel, coll. « Albin Michel Science-fiction », 1972 ((en) The Shadow Girl, 1946)Paru préalablement en quatre parties en 1929
- (en) Wandl the Invader, 1943Paru préalablement en quatre parties en 1932
- (en) Explorers Into Infinity, 1961
- (en) The Insect Invasion, 1967
- (en) The Fire People, 2008Paru préalablement en cinq parties en 1922

### Nouvelles
- (en) Beyond the Vanishing Point, 1931
- (en) The White Invaders, 1931
- (en) The Case of the Frozen Corpse, 1939Parue dans Dime Mystery Magazine
- (en) Personality Plus, 1940Parue dans Astonishing Stories (en)
- (en) The Door at the Opera, 1940Parue dans Astonishing Stories (en)
- (en) Magnus' Disintegrator, 1940Parue dans Astonishing Stories (en)

### Anthologies
- Les Meilleurs Récits de Famous Fantastic Mysteries, J'ai lu